# Kasba (film)
Pour plus de détails, voir Fiche technique et Distribution.
Kasba est un film indien réalisé par Kumar Shahani, sorti en 1991. C'est l'adaptation de la nouvelle Dans la combe d'Anton Tchekhov.

## Fiche technique
- Titre français : Kasba
- Réalisation : Kumar Shahani
- Scénario : Kumar Shahani et Farida Mehta d'après Anton Tchekhov
- Musique : Vanraj Bhatia
- Pays d'origine : Inde
- Format : Couleurs - 35 mm
- Genre : drame
- Durée : 121 minutes
- Date de sortie : 1991

## Distribution
- Navjot Hansra : Tara
- K.K. Raina : Kashinath
- Manohar Singh : Maniram
- Shatrughan Sinha : Dhani
- Mita Vasisht : Tejo